# Золтан Харча
Золтан Адам Харча (угор. Zoltán Ádám Harcsa; 20 листопада 1992, Будапешт) — угорський боксер середньої ваги, призер чемпіонатів Європи і Європейських ігор серед аматорів.
Брат Золтана Норберт Харча — теж боксер, учасник Європейських ігор 2015.

## Аматорська кар'єра
Першого вагомого міжнародного успіху Золтан Харча досяг на молодіжному чемпіонаті Європи 2009, де став срібним призером у середній вазі. 2010 року став бронзовим призером молодіжного чемпіонату світу і на перших юнацьких Олімпійських іграх 2010.
На чемпіонаті Європи 2011 вибув з боротьби через травму після першого бою.
На чемпіонаті світу 2011 переміг двох суперників, а в 1/8 фіналу достроково програв Євгену Хитрову (Україна).
На Олімпійських іграх 2012 переміг Хосе Еспіноза (Венесуела) — 16-13 та Муджанджае Касуто (Намібія) — 16-7, а у чвертьфіналі програв Есківа Фалькао (Бразилія) — 10-14.
На чемпіонаті Європи 2013 став бронзовим призером.
- В 1/8 фіналу переміг Армана Овнікяна (Австрія) — 2-1
- У чвертьфіналі переміг Александра Дреновака (Сербія) — 3-0
- У півфіналі програв Богдану Журатоні (Румунія) — TKO2

На чемпіонаті світу 2013 переміг двох суперників, а у чвертьфіналі програв Джейсону Квіглі (Ірландія).
2015 року на Європейських іграх здобув дві перемоги і у півфіналі поступився Хайбулі Мусалову (Азербайджан) — 1-2, отримавши бронзову медаль.
На чемпіонаті світу 2015 програв у першому бою.
На Олімпійських іграх 2016 переміг Арсланбека Ачилова (Туркменістан) — 2-1 і програв Арлену Лопесу (Куба) — TKO.
На чемпіонаті Європи 2017 переміг Бірола Айгюн (Туреччина) і Андрея Чемеса (Словаччина), а у півфіналі програв Камран Шахсуварлі (Азербайджан) — 1-4 і став бронзовим призером.
На чемпіонаті світу 2017 програв у першому бою Сальваторе Кавальяро (Італія).
У сезоні 2017—2018 Золтан Харча провів два боя у складі команди «Британські леви» (англ. British Lionhearts) в боксерській лізі World Series Boxing (WSB).
На Європейських іграх 2019 програв у другому бою.